# Front national-bolchévique
Pour les articles homonymes, voir Front national et FN.
Pour les autres articles nationaux ou selon les autres juridictions, voir Front national.
Le Front national-bolchévique a été utilisé comme dénomination par trois branches distinctes du national-bolchévisme. La dénomination s'appliquait initialement au Parti national-bolchévique russe (PNB) d'Édouard Limonov lors de sa fondation en 1993. Le groupe a rapidement changé de nom en devenant un parti politique.
Bien qu'abandonné par le groupe russe comme nom, le terme est toujours utilisé par des fédérations nationales-bolchéviques à travers l'Europe, mais aussi au Venezuela et en Bolivie. Mais leur importance est insignifiante par rapport à celle du courant national-bolchévique en Russie (bien que le Parti communautaire national-européen ait été associé au groupe).

## Tendance anti-Limonov
En août 2006, Alexeï Golubovich a pris le nom d'un nouveau groupe dissident anti-limonoviste du PNB qu'il dirigeait. Ce nouveau groupe a des liens avec l'ancien membre du PNB Alexandre Douguine et coopère étroitement avec l'Union de la jeunesse eurasienne, un groupe de jeunes partisans du néo-eurasisme de Douguine.
Les fondateurs du FNB se sont séparés du PNB car ils n'étaient pas d'accord avec ce qu'ils considéraient comme la politique de Limonov consistant à forger des alliances politiques avec les libéraux et les oligarques pro-occidentaux afin de renverser le gouvernement de Vladimir Poutine. Le FNB considérait cette politique comme une trahison du combat national-bolchévique originel contre la démocratie et le capitalisme de style occidental. De l'avis du FNB, le PNB n'est plus un parti national-bolchévique, mais plutôt l'aile radicale d'un front révolutionnaire plus large soutenu par les ennemis de la souveraineté russe.
Le nouveau FNB perçoit les oligarques exilés comme Boris Berezovsky et Vladimir Goussinski et les forces politiques libérales démocratiques pro-occidentales et pro-marché (telles que l'Union des forces de droite, Iabloko, l'Union démocratique et les partisans de Garry Kasparov) comme les ennemis internes de la Russie, les ennemis externes étant perçus comme l'OTAN, l'impérialisme américain et le nouvel ordre mondial. L'idéologie du FNB est profondément enracinée dans les traditions nationales-bolchéviques russes et allemandes (Ernst Niekisch, Nikolaï Vassilievitch Oustrialov, les Smenavekhites et le mouvement Mladorossi (en)) et ils rejettent le libéralisme politique et économique tout comme ils prétendent rejeter le nationalisme ethnocentrique et chauviniste.
Bien qu'il ne soit pas officiellement soutenu par la doctrine du FNB, la xénophobie, le racisme et l'antisémitisme sont beaucoup plus fréquents au sein du FNB plus agressif que le PNB limonoviste de son côté plus progressiste.